# Matthias Menz
Matthias Menz, né le 14 septembre 1981 à Suhl ou à Steinbach-Hallenberg, est un spécialiste allemand du combiné nordique.
Il a participé à 99 épreuves de Coupe du monde, ainsi qu'à une épreuve des championnats du monde 2003. Il a remporté le titre en relais lors des championnats du monde juniors en 2001. Il a également remporté cinq courses de la coupe du monde B et de la coupe continentale.
En 2009, il remporte le classement général de la Coupe continentale, le dernier succès de sa carrière puisqu'il prend sa retraite sportive à l'issue de cette saison.

## Biographie

### Famille et jeunesse
Matthias Menz est né le 21 septembre 1981 à Steinbach-Hallenberg ou à Sulh. Sa famille, en particulier du côté de sa mère, est impliqué dans le domaine dans le SC Steinbach-Hallenberg. Son grand père, Karl-Heinz Menz, a été professeur de sport et membre du club. Il a commencé le ski de fond et le saut à ski dès son plus jeune âge. En 1994, il remporte le titre de sa catégorie d'âge pour son Land, la Thuringe. Quelque temps plus tard, il termine deuxième du classement général de la Bundesskispiele. L'année suivante, il se classe troisième. En 1996, il a terminé 4e des jeux nordiques de l'OPA à Samoëns. En 1996, il termine 11e du Championnat d'Allemagne de combiné nordique chez les jeunes.
Lors des saisons 1996/1997 et 1997/1998, il a remporté la coupe d'Allemagne de sa catégorie,. Lors de l'hiver 1999/2000, il court à la fois en coupe de l'OPA et en coupe du monde B,. Il marque des points en coupe du monde B lors de cinq courses : deux fois à Garmisch-Partenkirchen, une fois à Mislinja, une fois à Baiersbronn et une fois à Chamonix. Lors de la course de Chamonix, il signe son meilleur résultat (15e). L'été suivant, il participe à deux courses du Grand Prix d'été où il se classe respectivement 35e à Klingenthal et 31e, chez lui, à Steinbach-Hallenberg,.

### Percée

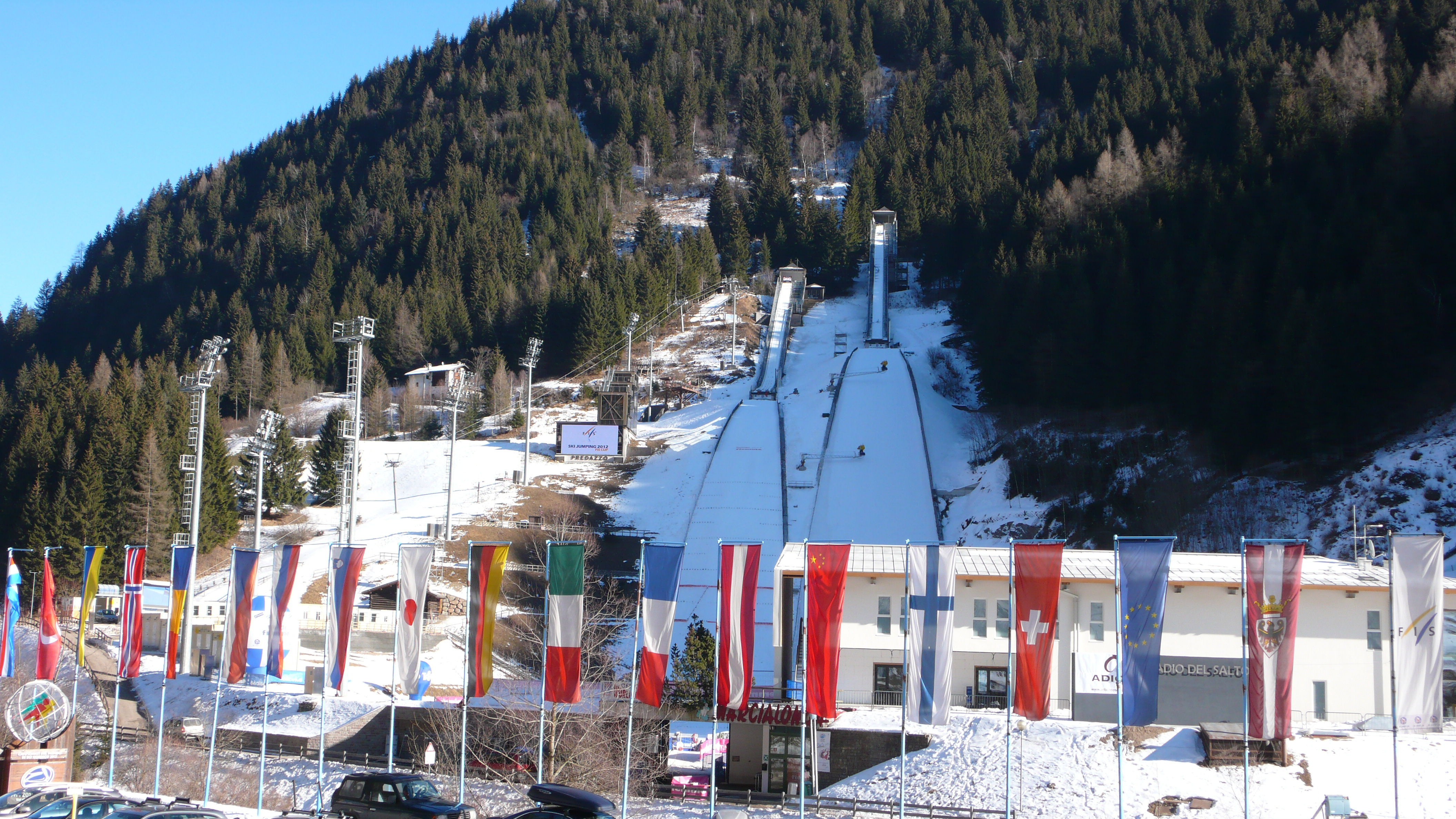
Le tremplin de Predazzo où Matthias Menz a remporté une épreuve de Coupe OPA en 2000 et où il a participé aux championnats du monde en 2003

En décembre 2000, il prend part à une course de la coupe OPA à Predazzo qu'il remporte. Le lendemain, toujours à Predazzo, il se classe 5e. Un mois plus tard, il prend part à Klingenthal à une épreuve par équipe de la coupe du monde B. Il s'impose avec Marc Frey et Matthias Looß. Quelques jours plus tard, il participe aux championnats du monde juniors en 2001. Il termine 6e de l'individuel et 13e du sprint,. Le 2 février, il remporte le relais avec Björn Kircheisen, Matthias Mehringer et Marc Frey,. Juste après l'épreuve, il apprend le décès de son entraîneur, Hartmut Menz, auquel n'est pas relié. Une semaine plus tard, il démarre en coupe du monde à Liberec. Il se classe 29e et ainsi il marque des points dès sa première course à ce niveau. Il participe à deux autres courses de la coupe du monde à Oslo mais ne parvient pas à rentrer dans les points (il se classe 33e et 48e).
Il commence la saison 2001/2002 dans l'équipe B et participe à la coupe du monde B. Il dispute sept courses et ses deux meilleures performances sont deux septièmes places à Mobakken/Bardufosstun et à Planica. Il intègre ensuite le groupe du monde pour trois courses ayant lieu en Allemagne à Oberwiesenthal, Reit im Winkl et Schonach. Il marque des points lors des trois courses et son meilleur résultat est une 16e à Oberwiesenthal. Par la suite, il participe à d'autres courses de la coupe du monde. Il signe son premier Top 10 à Liberec (6e) ainsi que trois 19e place. Finalement, il se classe 35e du classement de la coupe du monde. À l'été 2002, il participe à quatre manches des cinq manches du grand Prix d'été de combiné nordique 2002. Il signe une 11e place, deux 19e place et une 26e place ce qui lui permet de terminer 14e du classement de cette compétition.
Il commence la saison 2002-2003 dans le groupe de la coupe du monde. Il termine 4e de la première course de la saison à Kuusamo. Il s'agit du meilleur résultat de sa carrière en coupe du monde. Quelques jours plus tard, il termine 7e à Trondheim. Ensuite, il enchaîne les performances dans les trente premiers ce qui lui permet de marquer des points. Notamment il termine une nouvelle fois 6e à Sapporo le 25 janvier. En février, il participe à son premier grand championnat international, les Mondiaux disputés à Val di Fiemme, où il se classe onzième en sprint. Il était troisième après le concours de saut avant de rétrograder progressivement lors de la course de fond. Il signe une nouvelle sixième place en coupe du monde à Oslo. Ces performances lui permettent de terminer au seizième rang cette édition de la coupe du monde. Lors de l'été 2003, il participe aux quatre courses du grand prix d'été. Il rentre à chaque fois dans les trente premiers et sa meilleure performance est une sixième place à Villach.

### Stagnation

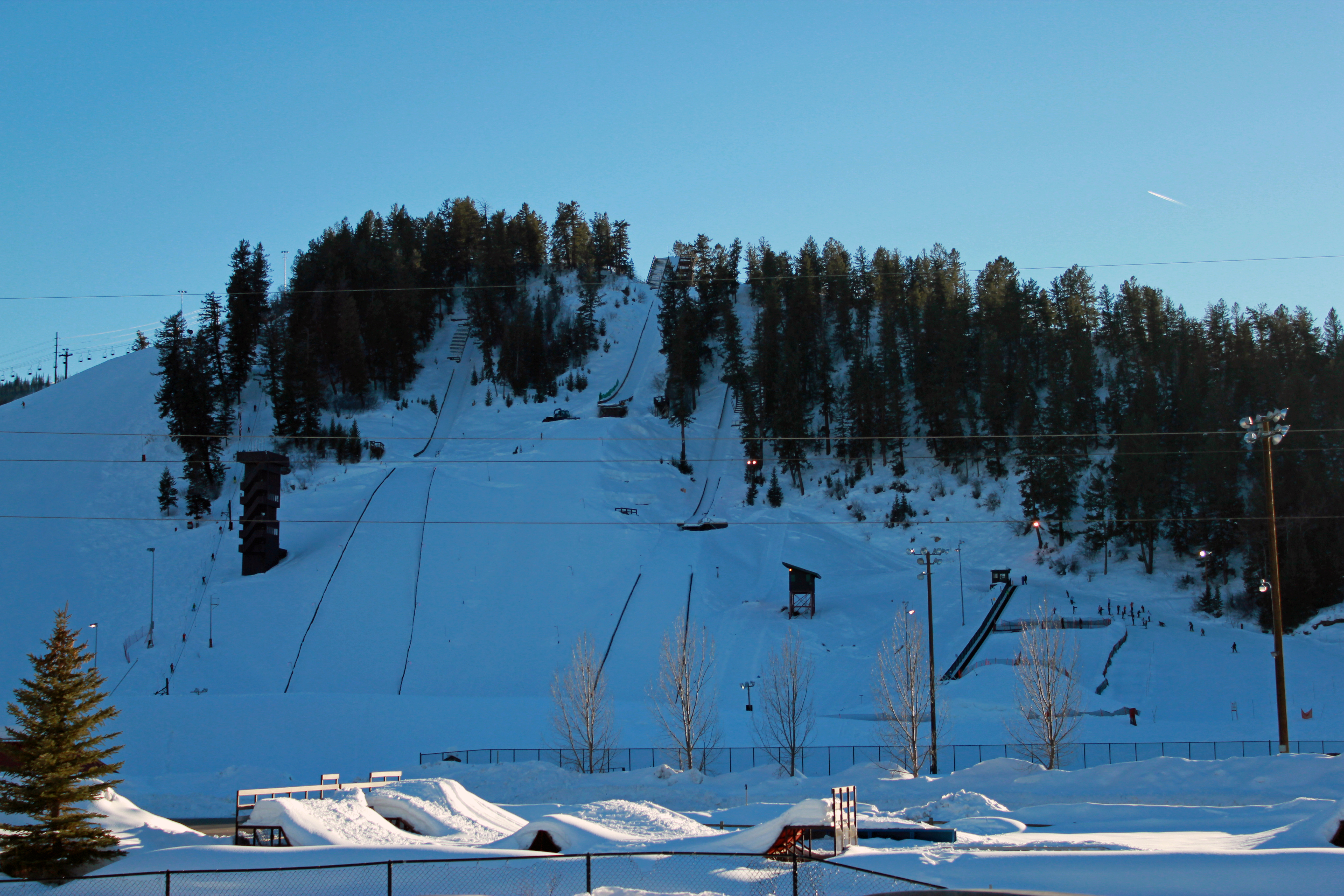
Le tremplin de Steamboat Springs où il remporte son premier succès en coupe du monde B

Il commence la saison 2003/2004 en coupe du monde. Il est victime d'une chute à la réception d'un saut lors de la troisième course de la saison à Trondheim,. Il a roulé plusieurs fois au sol et se plaint de douleurs à la tête. Il reprend la compétition une semaine plus tard au Val di Fiemme où il se classe 26e et 32e. À la suite de ces classements, il est rétrogradé en équipe B et il participe à la coupe du monde B. Il réalise huit top 10 en neuf courses dont deux quatrième place. Ces performances lui permettent de réintégrer le groupe disputant la coupe du monde. En six courses individuelles, il ne marque des points qu'à une seule reprise à Oslo (25e). L'été suivant, il dispute deux manches du grand prix d'été où il se classe 36e et 25e.
Il commence la saison 2004/2005 en coupe du monde B. Lors de la première course de la saison à Steamboat Springs, il s'impose au sprint devant Bill Demong. Sixième après le saut, il fait course commune avec l'Américain, parti 5 secondes avant lui. Il s'impose en signant le meilleur temps de ski. Il estime que cette victoire est le résultat de sa bonne préparation estivale. Le lendemain, il termine 7e. Quelques jours plus tard à Lake Placid, il termine 4e de la première course, 3e de la deuxième et 2e de la troisième. Ces performances lui permettent de retourner en coupe du monde. Il dispute neuf courses et marque des points dans huit d'entre elles. Il termine 31e du classement général de la coupe du monde. Lors du grand Prix d'été de combiné nordique 2005, il participe aux quatre courses. Lors de la première course à Berchtesgaden, il termine 5e après avoir été 2e après le saut. Lors des courses suivantes, il termine successivement 12e à Bischofshofen, 17e et 19e à Steinbach-Hallenberg.
Il participe à l'intégralité de la saison 2005/2006 en coupe du monde. Il participe à toutes les courses de la saison et marque des points lors de quatorze courses. Ses meilleures performances sont deux 10e place à Oberhof et à Ramsau am Dachstein. Il termine, comme l'année passée, 31e du classement de la compétition. L'été suivant, il participe à nouveau au grand prix d'été. Il signe une 9e place à Klingenthal, trois 15e place et une 27e place.

### Dernier succès et fin de carrière

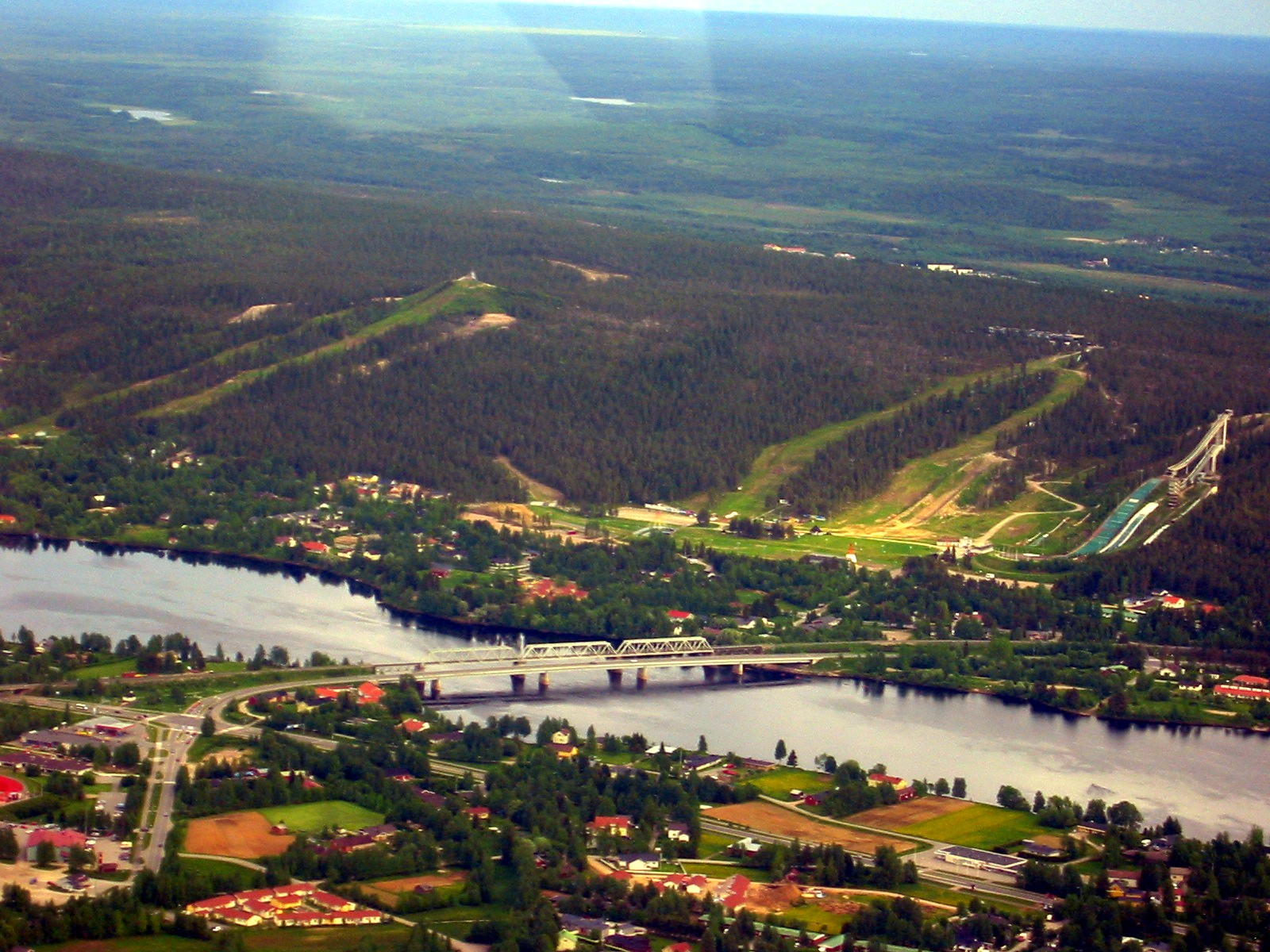
Vue de la ville de Rovaniemi avec le tremplin au fond

Il commence la saison 2005/2006 en coupe du monde. Il dispute les cinq premières courses et son meilleur résultat est une 18e place à Lillehammer. Il ne dispute pas le grand Prix d'Allemagne de combiné nordique et il bascule en coupe du monde B. Il signe deux podiums : une 3e place à Chaux-Neuve et une victoire à Val di Fiemme. Il retourne en coupe du monde pour les cinq dernières courses où il rentre à trois reprises dans les points. Il participe au grand Prix d'été où il signe une 8e place à Berchtesgaden.
Lors de la saison 2007/2008, il débute en coupe du monde B. Il réalise cinq podiums en six courses : il termine 2e, 1er et 8e à Høydalsmo puis 2e, 3e et 2e à Vuokatti. Grâce à ses performances, il intègre la coupe du monde jusqu'à la fin de la saison. Il termine dans les 30 premiers à 7 reprises et son meilleur résultat est une 12e place à Oberhof. Il participe une dernière fois au grand prix d'été où il termine 9e du classement général avec une 7e place obtenue à Hinterzarten.
Il dispute la majorité de la saison 2008/2009 en Coupe continentale et il fait des incursions en coupe du monde lors des courses d'Oberhof, de Seefeld et de Klingenthal. En coupe continentale, il réalise quatre podiums à Whistler, Eisenerz et par deux reprises à Rovaniemi. Il remporte le classement général de la Coupe continentale, le dernier succès de sa carrière puisqu'il prend sa retraite sportive à l'issue de cette saison.
Lors des Championnat d'Allemagne de combiné nordique 2010, il est le chef du parcours de Rollerski. En décembre 2015, il intègre le conseil d'administration de son club. Pour les championnats 2016, il est directeur de la compétition.

## Résultats

### Championnats du monde
| Épreuve / Édition | Épreuve / Édition | Val di Fiemme 2003 |
| ----------------- | ----------------- | ------------------ |
| Sprint            | Sprint            | 11e                |

### Coupe du monde

#### Différents classements en Coupe du monde
| Année     | Classement général final |
| --------- | ------------------------ |
| 2000-2001 | 53e                      |
| 2001-2002 | 35e                      |
| 2002-2003 | 16e                      |
| 2003-2004 | 42e                      |
| 2004-2005 | 31e                      |
| 2005-2006 | 31e                      |
| 2006-2007 | 28e                      |
| 2007-2008 | 28e                      |
| 2008-2009 | 53e                      |

#### Détail des résultats
- Meilleur résultat individuel : 4e.

| Place / Épreuve | Place / Épreuve | Gundersen | Sprint | Hurricane Sprint | Mass Start | Team Sprint | Relais | Total |
| --------------- | --------------- | --------- | ------ | ---------------- | ---------- | ----------- | ------ | ----- |
| 1re place       |                 |           |        |                  |            |             |        |       |
| 2e place        |                 |           |        |                  |            |             |        |       |
| 3e place        |                 |           |        |                  |            |             |        |       |
| Top 10          | Top 10          | 1         | 4      |                  | 1          |             |        | 6     |
| Points          | Points          | 20        | 34     |                  | 5          |             | 2      | 61    |
| Départ          | Départ          | 39        | 46     | 1                | 11         |             | 2      | 99    |

### Coupe du monde B

#### Différents classements en Coupe du monde B
| Année     | Classement général final |
| --------- | ------------------------ |
| 1999-2000 | 52e                      |
| 2000-2001 | 36e                      |
| 2006-2007 | 9e                       |
| 2007-2008 | -                        |
| 2008-2009 | 1er                      |

#### Détail des podiums individuels
| Édition | Épreuve                                    | Place |
| ------- | ------------------------------------------ | ----- |
| 2005    | Steamboat Springs (Sprint – HS127 / 15 km) | 1er   |
| 2005    | Lake Placid (Mass Start – 10 km / HS 100)  | 3e    |
| 2005    | Lake Placid (Sprint – HS100 / 7,5 km)      | 2e    |
| 2007    | Chaux-Neuve (Sprint – HS97 / 7,5 km)       | 3e    |
| 2007    | Val di Fiemme (Mass-start – HS106 / 10 km) | 1er   |
| 2008    | Høydalsmo (Mass-start – 10 km / HS94)      | 2e    |
| 2008    | Høydalsmo (Gundersen – HS94 / 15 km)       | 1er   |
| 2008    | Vuokatti (Sprint – HS100 / 7,5 km)         | 2e    |
| 2008    | Vuokatti (Mass-start - 10 km / HS 100)     | 3e    |
| 2008    | Vuokatti (Sprint – HS134 / 7,5 km)         | 2e    |
| 2009    | Whistler (Gundersen – HS106 / 10 km)       | 3e    |
| 2009    | Eisenerz (Gundersen – HS100 / 10 km)       | 1er   |
| 2009    | Rovaniemi (Gundersen – HS100 / 10 km)      | 1er   |
| 2009    | Rovaniemi (Gundersen – HS100 / 10 km)      | 2e    |

#### Détail du podium par équipe
| Édition | Épreuve                       | Coéquipiers                | Place |
| ------- | ----------------------------- | -------------------------- | ----- |
| 2001    | Klingenthal (K 90 - 3 × 5 km) | Marc Frey et Matthias Looß | 1re   |

### Grand Prix d'été
| Année | Classement général final |
| ----- | ------------------------ |
| 1999  | -                        |
| 2000  | 26e                      |
| 2001  | 27e                      |
| 2002  | 14e                      |
| 2003  | 12e                      |
| 2004  | ?                        |
| 2005  | 8e                       |
| 2006  | 10e                      |
| 2007  | 17e                      |
| 2008  | 9e                       |

### Championnats du monde junior
| Épreuve / Édition    | Épreuve / Édition    | Karpacz 2001 |
| -------------------- | -------------------- | ------------ |
| Gundersen individuel | Gundersen individuel | 6e           |
| Sprint               | Sprint               | 13e          |
| Par équipe           | Par équipe           | 1re          |

### Championnat d'Allemagne
| Épreuve / Édition | 2000                             | 2001                             | 2002                             | 2003                             | 2004                             | 2005                             | 2006                             | 2007                             | 2008                             |
| ----------------- | -------------------------------- | -------------------------------- | -------------------------------- | -------------------------------- | -------------------------------- | -------------------------------- | -------------------------------- | -------------------------------- | -------------------------------- |
| Sprint            | 10e                              | 9e                               | 8e                               | 5e                               | 17e                              | 8e                               | 9e                               | 6e                               | 5e                               |
| Gundersen         | 12e                              | 8e                               | 13e                              | 6e                               | 18e                              | 7e                               | 8e                               | Abandon                          | Épreuve inexistante à cette date |
| Mass Start        | Épreuve inexistante à cette date | Épreuve inexistante à cette date | Épreuve inexistante à cette date | Épreuve inexistante à cette date | Épreuve inexistante à cette date | Épreuve inexistante à cette date | Épreuve inexistante à cette date | Épreuve inexistante à cette date | 7e                               |